# فريج بن محمود
فريج بن محمود هو أحد أحياء العاصمة القطرية الدوحة. يقع في وسط مدينة الدوحة، بجوار حي مشيرب التاريخي، وقد خضعت المنطقة للكثير من التطوير في السبعينيات، وهي منطقة كبيرة نسبيًا مقارنة بالأحياء المجاورة لها، حيث تعتبر منطقة سكانية.سميت المنطقة بهذا الإسم نسبةً لمفتي قطر وقاضيها الشيخ عبدالله بن زيد آل محمود

## النقل
الطرق الرئيسية التي تمر عبر المنطقة هي طريق الريان، وشارع سحيم بن حمد، وشارع الخليج، وطريق سلوى.
كما تعد محطة مترو بن محمود تحت الأرض جزءًا من الخط الذهبي لمترو الدوحة.